# Aden aux Jeux du Commonwealth
La Colonie d'Aden participe aux Jeux du Commonwealth lors des Jeux de 1962 et de 1966 uniquement. Invitée à participer aux Jeux de 1962 qui se tiennent à Perth, en Australie, cette colonie britannique de la côte sud de la péninsule Arabique y envoie une délégation de huit athlètes, exclusivement masculins, prenant tous part aux épreuves de course en athlétisme. Ils ne remportent pas de médaille. L'année suivante, la colonie d'Aden s'intègre à l'éphémère Fédération d'Arabie du Sud. Aden envoie toutefois, pour la dernière fois, sa propre délégation aux Jeux de 1966, à Kingston en Jamaïque. L'Arabie du Sud accède à l'indépendance en 1967, sans rejoindre le Commonwealth des Nations, et ne participe dès lors plus aux Jeux. Aden fait aujourd'hui partie du Yémen.

## Athlètes et résultats
1962 :
| Nom                                                          | Discipline | Épreuve                   | Résultat                     |
| ------------------------------------------------------------ | ---------- | ------------------------- | ---------------------------- |
| David Griffiths                                              | Athlétisme | 1 mile hommes             | 4 min 23 s 6 (éliminatoires) |
| Daria Mohammed                                               | Athlétisme | 1 mile hommes             | 4 min 33 s 9 (éliminatoires) |
| Alistair Cook                                                | Athlétisme | 100 yards hommes          | 10 s 3 (éliminatoires)       |
| Michael Shaw                                                 | Athlétisme | 100 yards hommes          | 10 s 3 (éliminatoires)       |
| Yassim Deria                                                 | Athlétisme | 100 yards hommes          | 10 s 8 (éliminatoires)       |
| Ali Abdi Matar                                               | Athlétisme | 100 yards hommes          | 10 s 3 (éliminatoires)       |
| Christopher Salole                                           | Athlétisme | 120 yards haies hommes    | 15 s 1 (éliminatoires)       |
| Alistair Cook                                                | Athlétisme | 220 yards hommes          | 23 s 0 (éliminatoires)       |
| Christopher Salole                                           | Athlétisme | 220 yards hommes          | 23 s 2 (éliminatoires)       |
| Ali Abdi Matar                                               | Athlétisme | 220 yards hommes          | 24 s 0 (éliminatoires)       |
| Ali Abdi Matar Alistair Cook Christopher Salole Michael Shaw | Athlétisme | Relais 4x110 yards hommes | 43 s 8 (éliminatoires)       |
| Nasser Saleem Ahmed                                          | Athlétisme | 440 yards hommes          | 56 s 3 (éliminatoires)       |
| David Griffiths                                              | Athlétisme | 880 yards hommes          | 1 min 54 s 8 (éliminatoires) |
| Daria Mohammed                                               | Athlétisme | 880 yards hommes          | 2 min 01 s 6 (éliminatoires) |

1966 :
| Nom            | Discipline | Épreuve                       | Résultat               |
| -------------- | ---------- | ----------------------------- | ---------------------- |
| Yassin Abdi    | Athlétisme | 100 yards hommes              | 10 s 5 (éliminatoires) |
| Yassin Abdi    | Athlétisme | 220 yards hommes              | 25 s 6 (éliminatoires) |
| Mohamed Ismail | Athlétisme | 3 miles hommes                | abandon                |
| R. Tolliday    | Lutte      | Lutte libre - de 62 kg hommes |                        |